# Being for the Benefit of Mr. Kite!
Pistes de Sgt. Pepper’s Lonely Hearts Club Band
She's Leaving Home Within You Without You
Being for the Benefit of Mr. Kite! est une chanson du groupe britannique The Beatles et qui apparaît sur l’album Sgt. Pepper’s Lonely Hearts Club Band sorti en 1967.

## Genèse de la chanson
La chanson été écrite majoritairement par John Lennon mais Paul McCartney a participé à l'écriture des paroles et il l'interprète d'ailleurs des années plus tard dans ses tournées de concerts.

« Tout le monde dit « John Lennon a écrit les paroles »... Or nous l'avons écrite à deux. Je suis allé chez John, et je n’ai pas l’impression d’être paranoïaque en défendant mon bout de gras, mais la vérité, c’est qu’on s’est assis et on s’est dit : « Okay, qu’est-ce qu’on va écrire ? ». Il m’a répondu « Tu as vu cette affiche ? ». On en a tiré une grande partie des paroles mais on l’a fait ensemble. »

— Paul McCartney

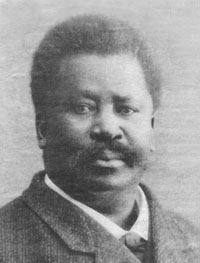
Pablo Fanque, directeur de cirque

Pour l’écriture de cette chanson, Lennon s’est donc inspiré d’une affiche de cirque datant de l’époque victorienne, qu’il avait aperçue et achetée chez un antiquaire dans le Kent, alors que les Beatles tournaient le film promotionnel de Strawberry Fields Forever. Sur cette affiche datée de 1843 figure la quasi-totalité des paroles qui seront utilisées dans la chanson. Les personnages auxquels les paroles font allusion, Mr. Kite, Pablo Fanque et les Henderson, ont donc tous réellement existé. Seule exception, pour des commodités rythmiques, le cheval Zanthus d’origine devient Henry the Horse, de même que le lieu du spectacle passe de Rochdale à Bishopsgate.

## Enregistrement de la chanson
L’enregistrement de la chanson s’étend du 17 février au 31 mars 1967. Lennon fixe pour objectif à George Martin de restituer au maximum l’ambiance d’une fête foraine, au point de « sentir l’odeur de la sciure des écuries, rien qu’en écoutant la chanson ». Pour créer cette atmosphère, Martin enregistre divers airs traditionnels joués par un orgue de Barbarie ; il découpe ensuite les bandes enregistrées en sections de 30 centimètres et les recolle les unes aux autres dans un ordre aléatoire, afin d'obtenir le son de l’orgue n'interprétant aucun morceau en particulier. L’effet recherché est atteint dès la deuxième tentative, le 29 mars. Ce sont ces bruitages que l’on peut entendre au milieu et durant le final instrumental de la chanson.
Pour les instruments plus conventionnels — harmonium, batterie, basse et harmonica — et la voix, malgré sa complexité, la chanson ne nécessite que neuf prises — dont trois figurent sur le second disque de la compilation Anthology 2. Une des particularités de la chanson réside dans la fin de la partie instrumentale centrale du morceau : la mélodie est un solo de basse effectué par Paul McCartney, que Martin a ensuite accéléré — à l’instar du solo de piano dans In My Life sur l’album Rubber Soul — pour en augmenter le tempo et lui donner une sonorité particulière.

## Structure musicale
Musicalement, Being for the Benefit of Mr. Kite! est l’une des chansons les plus complexes de l’album Sgt. Pepper’s Lonely Hearts Club Band, si on tient compte des divers instruments joués et des bruitages créés par George Martin et Geoff Emerick. La structure elle-même est néanmoins assez simple.
La chanson commence par des bruitages de fête foraine, accompagnés par l’harmonica. L’introduction est suivie des couplets chantés par John Lennon, accompagnés de la basse, de la batterie et de l’harmonium. Ils sont suivis du pont instrumental où dominent les effets sonores. Les derniers couplets sont chantés, avec la même structure que les premiers, puis la chanson se termine avec d’autres effets sonores et l’harmonium qui joue le thème de la chanson. À la toute fin, on entend plusieurs notes de glockenspiel jouées par le guitariste des Rolling Stones Brian Jones.

## Analyse des paroles
Le compositeur de la chanson, John Lennon, s’est longtemps montré peu satisfait de cette chanson :

« Je n’en étais pas très fier. Ce n’est pas une véritable composition. Je me suis juste laissé emporter parce que nous avions besoin d’un titre de plus pour « Sgt. Pepper » à ce moment-là. »

Il change cependant d’avis dans la célèbre interview qu’il donne en 1980 au magazine Playboy :

« Cette chanson est si pure, un peu comme un tableau ; c’est une véritable aquarelle. »

Comme plusieurs autres chansons de l’album « Sgt. Pepper », Being for the Benefit of Mr. Kite! est suspectée de contenir une allusion cachée à la drogue. En effet, Henry et horse désignent tous deux l’héroïne en argot anglais. Il n'en fallait pas plus pour que la chanson soit interdite sur les ondes.

## Musiciens
- John Lennon – chant, harmonica, orgue Hammond, boucles sonores
- Paul McCartney – guitare solo, basse, chœurs
- George Harrison – harmonica, tambourin, shaker, chœurs
- Ringo Starr –  batterie, tambourin
- George Martin – harmonium, piano, glockenspiel, orgues Wurlitzer et Hammond, boucles
- Neil Aspinall – harmonica basse
- Mal Evans – harmonica
- Geoff Emerick - boucles

## Parution
La chanson est la septième plage et clôt la face 1 de l’album Sgt. Pepper’s Lonely Hearts Club Band paru en 1967. En 1996, la chanson est présente sur l'album compilation Anthology 2, avec un montage des prises 1 et 2 en plus de la prise 7 avec les effets sonores. Elle apparaît aussi en 2006 sur la bande sonore du spectacle Love, combinée a I Want You (She's So Heavy) et Helter Skelter. Lors de la réédition pour le cinquantième anniversaire de l'album en 2017, la prise 4 et encore la prise 7 sont placées sur le deuxième disque de suppléments.

## Reprises
Elle a été reprise plusieurs fois, tout d'abord par les Bee Gees et George Burns en 1978 pour le film Sgt. Pepper’s Lonely Hearts Club Band, puis par Billy Connolly pour l’album de George Martin In My Life sorti en 1998, par Eric McFadden en 2003 (dans un accompagnement à la mandoline paru dans l'album Devil Moon) et par Eddie Izzard en 2007 pour le film Across the Universe. Jamie Cullum la reprend la même année, pour les 40 ans de la sortie de l’album « Sgt. Pepper ». Paul McCartney interprète la chanson sur scène avec son groupe lors de ses tournées mondiales en 2013, 2015 et 2017.